# Black Arrow

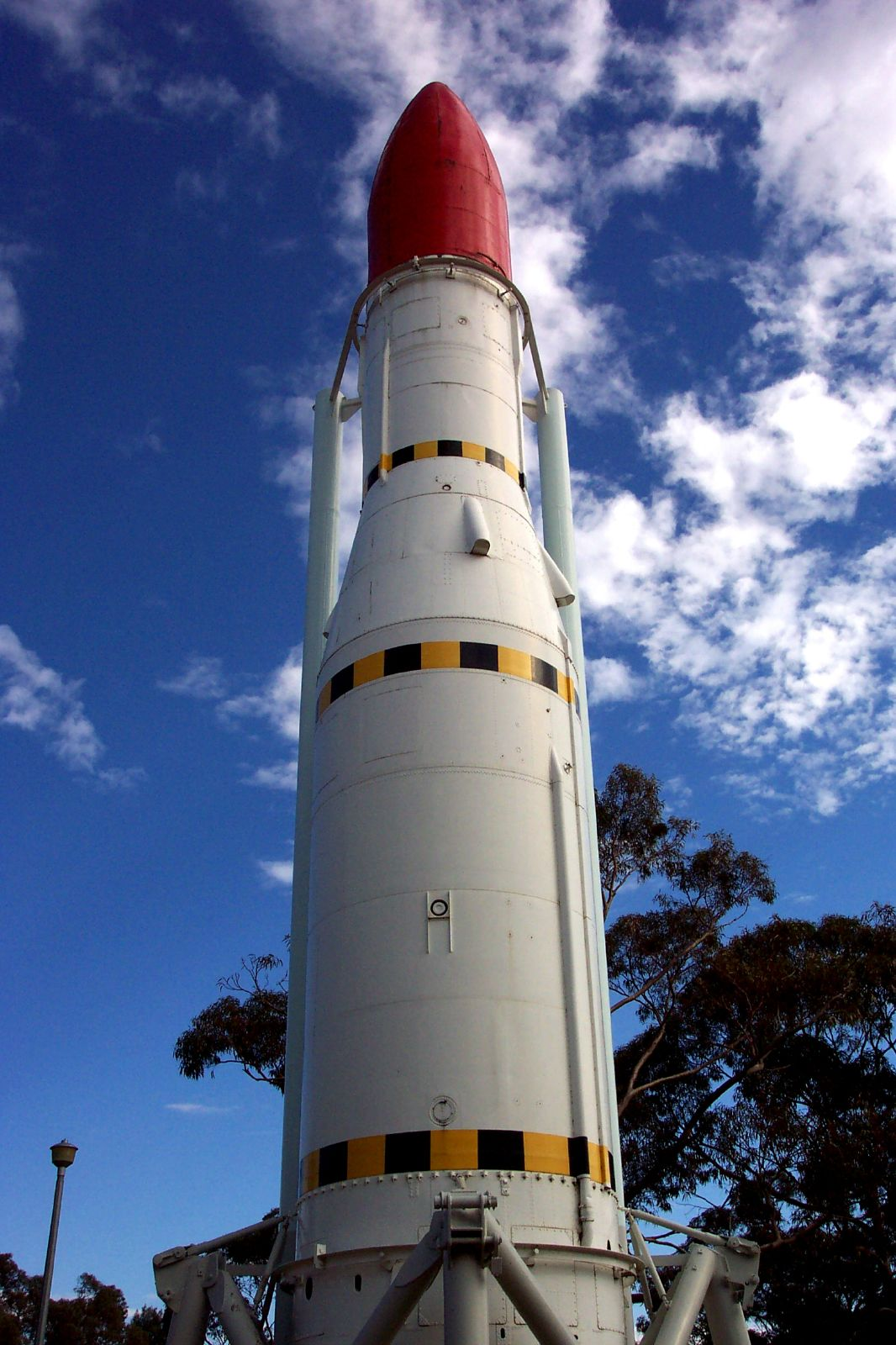
Maqueta a tamaño real del Black Arrow.

El Black Arrow es un cohete de fabricación totalmente británica, único proyecto de este tipo llevado a cabo en Reino Unido, cancelado en 1971. Consiguió poner un satélite en órbita, Prospero X-3, el 28 de octubre de 1971.
Se trataba de un vehículo de tres etapas que utilizaba motores simples agrupados en lugar de un único gran motor. La primera etapa montaba 8 cámaras de combustión con 4 pares de motores Gamma con cardán, direccionables en todos los ejes.
La segunda etapa usaba dos motores Gamma con toberas extendidas para mejorar la expansión de los gases en el vacío y aumentar la eficacia de la propulsión. Ambos motores iban montados sobre cardanes.
La tercera etapa montaba un motor Waxwing alimentado por combustible sólido.
En total se lanzaron 4 Black Arrow, el primero el 27 de junio de 1969 y el último el 28 de octubre de 1971, siendo este último lanzamiento el que puso en órbita el satélite Prospero.
Era el cohete más pequeño (en términos de altura) con capacidad orbital hasta el 3 de febrero de 2018, cuando fue superado por el japonés SS-520.

## Datos técnicos
- Carga máxima: 73 kg para una órbita de 200 km.
- Empuje en el despegue: 222,4 kN
- Masa total: 18.130 kg
- Diámetro del cuerpo principal: 1,98 m.
- Longitud total: 13 m.